# North Sydney Bears
North Sydney Bears es un equipo profesional de rugby league de Australia con sede en North Sydney.
Participó en la National Rugby League desde 1908 (siendo uno de los clubes fundadores) hasta 1999.

## Historia
El club fue fundado en 1908, participando en la primera edición de la National Rugby League, logrando llegar hasta las semifinales.
Durante su historia, el club logró 2 campeonatos nacionales. el último en la temporada 1922.
En su última temporada terminó en la 14° posición no logrando clasificar a la postemporada.

## Palmarés
- National Rugby League[2] (2): 1921, 1922
- Minor Premiership (2): 1921, 1922
- New South Wales Cup (8): 1940, 1942, 1955, 1959, 1989, 1991, 1992, 1993